# Pristimantis devillei
Espèce
Synonymes
- Hylodes devillei Boulenger, 1880
- Eleutherodactylus devillei (Boulenger, 1880)

Statut de conservation UICN

 EN B1ab(iii) : En danger
Pristimantis devillei est une espèce d'amphibiens de la famille des Craugastoridae.

## Répartition
Cette espèce est endémique de la province de Napo en Équateur. Elle se rencontre entre 2 350 et 3 155 m d'altitude sur le versant est de la cordillère Orientale.

## Étymologie
Cette espèce est nommée en l'honneur d'Émile Deville.

## Publication originale
- Boulenger, 1880 : Reptiles et Batraciens recueillis par M. Emile de Ville dans les Andes de l'équateur. Bulletin de la Société Zoologique de France, vol. 5, p. 41-48 (texte intégral).